# Tunnel d'Uriol
Pour les articles homonymes, voir montagne d'Uriol.
Le tunnel d'Uriol est un tunnel routier de France situé sur la commune de Varces-Allières-et-Risset, en Isère. Il permet le passage de l'axe nord de l'autoroute A51 à travers la montagne d'Uriol, et fait la liaison entre la vallée du Lavanchon et la vallée de la Gresse.

## Situation

### Situation générale
Le tunnel traverse la partie la plus septentrionale de la montagne d'Uriol, creusé sous la colline dite Saint-Géraud. À l'est, il débouche sur la vallée de la Gresse ainsi que la plaine de Reymure, et à l'ouest sur la vallée du Lavanchon ainsi que la vallée grenobloise (vallée du Drac). 

### Situation routière
Le tunnel se situe sur la partie nord de l'autoroute A51 reliant Grenoble à Marseille via Gap, au kilomètre 4. Il se trouve entre la liaison de l'A480 à la section nord de l'A51 et le tunnel du Petit Brion. Il s'inscrit dans la portion d'autoroute entre la sortie no 11 et no 12.

## Histoire
Le tunnel d'Uriol est creusé dans le cadre de la construction de la section nord de l'autoroute A51, dite « autoroute du Trièves », entre Grenoble et Monestier-de-Clermont.
Les travaux d'excavation, par percement à l'exposif, ont débuté en août 1996 et se sont achevés en 1997. Le tube est est percé le 8 avril 1997, tandis que le tube ouest le 14 avril 1997. Les bétons de revêtements sont réalisés entre juin 1997 et mars 1998.
L'ouverture du bras d'autoroute et la mise en service du tunnel se sont faites en 1999.

## Caractéristiques
D'une distance de 490 mètres, le tunnel a un profil intérieur de 11.5 m × 4.5 m.